# 朴光龍
朴光龍 （ 朝鲜语： Pak Kwang Ryong */?；1992年9月27日—），朝鲜足球运动员，司職前鋒。曾經效力於朝鮮足球聯賽足球會機關車、月尾島、瑞士足球挑戰聯賽足球會韋爾、瑞士足球超級聯賽足球會巴素利和洛桑體育，並曾先後被巴素利借用至瑞士足球挑戰聯賽足球會貝林佐納、瓦杜茲和比爾，現時效力於奧地利足球超級聯賽足球會聖珀爾滕。

## 聯賽經歷
朴光龍在2011年6月27日由韋爾1900轉投巴素利。 他在2011年7月13日的Uhrencup，對西漢姆的比賽中攻入了一球，協助球隊以2-1取得勝利。其後於7月16日的瑞士足球超級聯賽中首次以替補身分上陣。
由於朴光龍於1992年出生，因此他同時代表新成立的巴素利U19青年隊參加2011-12 NextGen的比賽。他在2011年8月17日對熱刺的第一場比賽中攻入一球，為球隊首先打開記錄。9月14日，朴光龍成為了歷史上首位朝鮮人參加2011-12歐洲冠軍聯賽，並且以正選身分上陣達92分鐘。朴光龍在9月27日的19歲生日中，他在81分鐘以替補身分上陣於奧脫福球場，協助巴素利以3-3逼和曼聯，晉級歐洲冠軍聯賽16強。在2011年至2012年瑞士足球超級聯賽結束前 ，他協助巴素利贏得了瑞士足球超級聯賽和瑞士盃冠軍。
2012年至2013年瑞士足球超級聯賽開始後，朴光龍在大部分時間內被球會安排到巴素利二隊參與瑞士足球甲級發展聯賽賽事，於其聯賽的12賽事中攻入了6球，回到後曾分別先後以後備身分參加2012-13歐洲聯賽和瑞士盃。2013年1月11日，巴素利宣佈與瑞士足球挑戰聯賽球會貝林佐納達成借用協議，朴光龍被借用至貝林佐納參與瑞士足球挑戰聯賽賽事，於其聯賽的17場賽事中攻入了7球，只能為貝林佐納取得了瑞士足球挑戰聯賽亞軍，而貝林佐納未能取得冠軍獲得升級資格之餘，更因財困問題降級至瑞士足球甲級發展聯賽，最終他回到巴素利。
回到巴素利後，巴素利與效力於瑞士足球挑戰聯賽的友好球會瓦杜茲達成一年借用協議，朴光龍被借用至瓦杜茲參與2013-14歐洲聯賽，主客場對格魯吉亞足球超級聯賽球會切克乎拉山切赫拉的賽事中被對方以作客球取勝而未能晉級，及後於瑞士足球挑戰聯賽的5場賽事中攻入了2球，但由於巴素利主力前鋒球員施特雷勒受傷，加上另一前前鋒球員博瓦迪利亞轉會至德國足球甲級聯賽球會奧格斯堡，借用了一個月被巴素利召回，之後在2014年1月最被借用至瓦杜茲，協助瓦杜茲取得了瑞士足球挑戰聯賽和列支敦斯登盃冠軍，分別取得升級至瑞士足球超級聯賽和2014-15歐洲聯賽預賽資格。翌年，繼續被借用至瓦杜茲參與瑞士足球超級聯賽賽事，於其聯賽的19場賽事中攻入了1球。
2015年7月，朴光龍被借用至比爾參與瑞士足球挑戰聯賽賽事，於其聯賽的17場賽事中攻入了4球。2016年1月，朴光龍轉投至洛桑體育，協助洛桑體育取得了瑞士足球挑戰聯賽冠軍，並取得升級至瑞士足球超級聯賽資格。翌年，繼續效力洛桑體育參與瑞士足球超級聯賽賽事，於其聯賽的30場賽事中攻入了4球。
2017年8月，朴光龍轉投至奧地利足球超級聯賽足球會聖珀爾滕。

## 國家隊經歷
朴光龍在2009年首次入選朝鮮國家足球隊，並在卡達國際友誼賽中對馬利國家足球隊、卡達國家足球隊和伊朗國家足球隊以替補身分上陣並協助朝鮮奪得了冠軍，後來又參加了2010年亞足聯挑戰盃並協助朝鮮奪得冠軍取得2011年亞洲盃足球賽決賽週資格。
2012年，再參加了2012年亞足聯挑戰盃，協助朝鮮奪得冠軍取得2015年亞洲盃足球賽決賽週資格，更入選了2013年東亞盃資格賽（第二輪）參賽名單，但球會不放行而沒有參與。2015年，參與了亞洲盃賽事，而朝鮮在小組賽全負沒能晉級。之後，入選了2015年東亞盃參賽名單，但球會不放行而沒有參與。2016年，參與了2017年東亞足球錦標賽外圍賽第二圈，協助朝鮮奪得第二輪資格賽冠軍並取得決賽席位。
此前，曾經代表朝鮮國家少年足球隊參加2007年U17世界盃足球賽，協助朝鮮以第三名得失球差晉級十六強賽事。之後，代表了朝鮮國家青年足球隊參加2008年亞洲U19青年足球錦標賽，其中在半準決賽對澳大利亞國家青年足球隊的賽事中負給對方，沒能晉級準決賽。。
另外，他在2009年代表朝鮮國家奧運足球隊參加2009年東亞運動會足球比賽，在準決賽對香港奧運足球代表隊中互射點球負給對方，及後在銅牌戰對韓國國家奧運足球隊中互射點球負給對方，只能獲得第四名。2010年又入選朝鮮國家奧運足球隊參與2010年亞洲運動會足球比賽，在八強賽事對阿聯國家奧運足球隊中互射點球負給對方沒能晉後準決賽。2013年再次入選朝鮮國家奧運足球隊參與2013年東亞運動會足球比賽，協助朝鮮國家奧運足球隊在該屆第一次獲得金牌，而這場比賽是最後一屆東亞運動會足球比賽，也是最後一次獲得該比賽的金牌。之後，代表朝鮮參加2013年亞足聯U22錦標賽，在分組賽對敘利亞國家奧運足球隊中負給對方，及後對阿聯國家奧運足球隊中與對方平手，沒能成功晉級準決賽。後來，代表朝鮮參加2014年亞洲運動會足球比賽，而朝鮮國家奧運足球隊在該屆首次進入四強，在金牌戰加時賽被韓國國家奧運足球隊絕殺，獲得銀牌。

## 職業生涯統計
| 球會表現 | 球會表現   | 球會表現                 | 聯賽 | 聯賽 | 足總盃   | 足總盃   | 聯賽盃 | 聯賽盃 | 洲際賽 | 洲際賽 | 總數 | 總數 |
| 球季     | 球會       | 聯賽                     | 出場 | 入球 | 出場     | 入球     | 出場   | 入球   | 出場   | 入球   | 出場 | 入球 |
| 北韓     | 北韓       | 北韓                     | 聯賽 | 聯賽 |          |          |        |        | 亚洲赛 | 亚洲赛 | 總數 | 總數 |
| -------- | ---------- | ------------------------ | ---- | ---- | -------- | -------- | ------ | ------ | ------ | ------ | ---- | ---- |
| 2007     | 機關車     | 朝鮮足球聯賽 甲級        | ?    | ?    | –        | –        | N/A    | N/A    | –      | –      | ?    | ?    |
| 2009     | 月尾島     | 朝鮮足球聯賽 乙級        | ?    | ?    | –        | –        | N/A    | N/A    | –      | –      | ?    | ?    |
| 2010     | 機關車     | 朝鮮足球聯賽 甲級        | ?    | ?    | –        | –        | N/A    | N/A    | –      | –      | ?    | ?    |
| 2011     | 機關車     | 朝鮮足球聯賽 甲級        | ?    | ?    | –        | –        | N/A    | N/A    | –      | –      | ?    | ?    |
| 瑞士     | 瑞士       | 瑞士                     | 聯賽 | 聯賽 | 瑞士盃   | 瑞士盃   |        |        | 歐洲賽 | 歐洲賽 | 總數 | 總數 |
| 2010–11  | 韋爾       | 瑞士足球挑戰聯賽         | 0    | 0    | 0        | 0        | N/A    | N/A    | –      | –      | 0    | 0    |
| 2011–12  | 巴素利     | 瑞士足球超級聯賽         | 13   | 1    | 1        | 2        | N/A    | N/A    | 3      | 0      | 17   | 3    |
| 2011–12  | 巴素利二隊 | 瑞士足球甲級聯賽第二組別 | 10   | 8    | N/A      | N/A      | N/A    | N/A    | N/A    | N/A    | 10   | 8    |
| 2012–13  | 巴素利二隊 | 瑞士足球甲級發展聯賽     | 12   | 6    | N/A      | N/A      | N/A    | N/A    | N/A    | N/A    | 12   | 6    |
| 2012–13  | 巴素利     | 瑞士足球超級聯賽         | 0    | 0    | 1        | 0        | N/A    | N/A    | 1      | 0      | 2    | 0    |
| 2012–13  | 貝林佐納   | 瑞士足球挑戰聯賽         | 17   | 7    | –        | –        | N/A    | N/A    | –      | –      | 17   | 7    |
| 2013–14  | 瓦杜茲     | 瑞士足球挑戰聯賽         | 5    | 2    | –        | –        | N/A    | N/A    | 2      | 0      | 7    | 2    |
| 2013–14  | 巴素利     | 瑞士足球超級聯賽         | 1    | 0    | 1        | 0        | N/A    | N/A    | –      | –      | 2    | 0    |
| 2013–14  | 巴素利二隊 | 瑞士足球甲級發展聯賽     | 5    | 0    | N/A      | N/A      | N/A    | N/A    | N/A    | N/A    | 5    | 0    |
| 2013–14  | 瓦杜茲     | 瑞士足球挑戰聯賽         | 18   | 9    | 2        | 1        | N/A    | N/A    | –      | –      | 20   | 10   |
| 2014–15  | 瓦杜茲     | 瑞士足球超級聯賽         | 19   | 1    | 2        | 0        | N/A    | N/A    | 4      | 0      | 25   | 1    |
| 2015–16  | 比爾       | 瑞士足球挑戰聯賽         | 17   | 4    | 2        | 4        | N/A    | N/A    | –      | –      | 19   | 8    |
| 2015–16  | 洛桑體育   | 瑞士足球挑戰聯賽         | 9    | 6    | –        | –        | N/A    | N/A    | –      | –      | 9    | 6    |
| 2016–17  | 洛桑體育   | 瑞士足球超級聯賽         | 30   | 4    | 1        | 1        | N/A    | N/A    | –      | –      | 31   | 5    |
| 奧地利   | 奧地利     | 奧地利                   | 聯賽 | 聯賽 | 奧地利盃 | 奧地利盃 |        |        | 歐洲賽 | 歐洲賽 | 總數 | 總數 |
| 2017–18  | 聖珀爾滕   | 奧地利足球超級聯賽       | 17   | 2    | –        | –        | N/A    | N/A    | –      | –      | 17   | 2    |
| 2016–17  | 聖珀爾滕   | 奧地利足球超級聯賽       | 24   | 4    | 2        | 0        | N/A    | N/A    | –      | –      | 26   | 4    |
| 總和     | 北韓       | 北韓                     | ?    | ?    | –        | –        | N/A    | N/A    | –      | –      | ?    | ?    |
| 總和     | 瑞士       | 瑞士                     | 156  | 48   | 6        | 7        | N/A    | N/A    | 4      | 0      | 166  | 55   |
| 總和     | 列支敦士登 | 列支敦士登               | N/A  | N/A  | 4        | 1        | N/A    | N/A    | 6      | 0      | 10   | 1    |
| 總和     | 奧地利     | 奧地利                   | 41   | 6    | 2        | 0        | N/A    | N/A    | 0      | 0      | 43   | 6    |
| 總和     | 總和       | 總和                     | 197  | 52   | 12       | 8        | –      | –      | 10     | 0      | 219  | 60   |

## 國際賽進球
朝鮮
| #  | 日期           | 場地                         | 對手     | 進球 | 比數 | 比賽                             |
| -- | -------------- | ---------------------------- | -------- | ---- | ---- | -------------------------------- |
| 1  | 2010年2月19日  | 可倫坡蘇加塔達薩體育場       |          | 0–2  | 0–4  | 2010年亞足聯挑戰盃               |
| 2  | 2012年3月16日  | 加德滿都達沙拉斯雷沙拉體育場 | 巴勒斯坦 | 1–0  | 2–0  | 2012年亞足聯挑戰盃               |
| 3  | 2012年3月16日  | 加德滿都達沙拉斯雷沙拉體育場 | 巴勒斯坦 | 2–0  | 2–0  | 2012年亞足聯挑戰盃               |
| 4  | 2015年6月16日  | 平壤金日成體育場             |          | 1–0  | 4–2  | 2018年世界盃外圍賽 (亞洲區)      |
| 5  | 2015年11月17日 | 平壤金日成體育場             | 巴林     | 1–0  | 2–0  | 2018年世界盃外圍賽 (亞洲區)      |
| 6  | 2016年10月6日  | 河內統一運動場               | 越南     | 0–1  | 5–2  | 友誼賽                           |
| 7  | 2016年10月6日  | 河內統一運動場               | 越南     | 2–2  | 5–2  | 友誼賽                           |
| 8  | 2016年10月10日 | 馬尼拉黎剎紀念體育場         | 菲律賓   | 0–1  | 1–3  | 友誼賽                           |
| 9  | 2016年11月9日  | 香港旺角大球場               | 關島     | 0–2  | 0–2  | 2017年東亞足球錦標賽外圍賽第二圈 |
| 10 | 2017年6月6日   | 多哈賈西姆·本·哈馬德體育場   |          | 2–1  | 2–2  | 友誼賽                           |
| 11 | 2017年11月10日 | 武里南體育場                 | 马来西亚 | 4–0  | 4–1  | 2019年亞洲盃資格賽               |
| 12 | 2017年11月13日 | 武里南體育場                 | 马来西亚 | 0–4  | 1–4  | 2019年亞洲盃資格賽               |
| 13 | 2018年3月27日  | 平壤金日成體育場             | 香港     | 2–0  | 2–0  | 2019年亞洲盃資格賽               |
| 14 | 2019年1月17日  | 沙迦體育場                   | 黎巴嫩   | 0–1  | 4–1  | 2019年亞洲盃足球賽               |

朝鮮U-23
| #  | 日期           | 場地                       | 對手       | 進球 | 比數              | 比賽                               |
| -- | -------------- | -------------------------- | ---------- | ---- | ----------------- | ---------------------------------- |
| 1  | 2009年12月5日  | 香港小西灣運動場           | 澳門       | 8–0  | 8–0               | 2009年東亞運動會足球比賽           |
| 2  | 2009年12月10日 | 香港大球場                 | 香港       | 1–1  | 1–1(a.e.t., 4–2p) | 2009年東亞運動會足球比賽           |
| 3  | 2010年11月10日 | 廣州英東體育場             | 巴勒斯坦   | 3–0  | 3–0               | 2010年亞洲運動會足球比賽           |
| 4  | 2011年6月23日  | 艾因本·穆罕默德體育場      | 阿联酋     | 0–1  | 1–1               | 2012年夏季奧林匹克運動會足球預選賽 |
| 5  | 2013年10月10日 | 天津團泊足球場             |            | 1–0  | 2–2               | 2013年東亞運動會足球比賽           |
| 6  | 2013年10月10日 | 天津團泊足球場             |            | 2–0  | 2–2               | 2013年東亞運動會足球比賽           |
| 7  | 2013年10月12日 | 天津海河教育園足球場       | 香港       | 0–3  | 2–5               | 2013年東亞運動會足球比賽           |
| 8  | 2013年10月14日 | 天津奧林匹克體育中心體育場 | 中國       | 0–3  | 0–3               | 2013年東亞運動會足球比賽           |
| 9  | 2014年1月11日  | 錫卜體育場                 | 葉門       | 2–1  | 3–1               | 2013年亞足聯U22錦標賽              |
| 10 | 2014年9月26日  | 安山體育場                 | 印度尼西亞 | 1–0  | 4–1               | 2014年亞洲運動會足球比賽           |

## 榮譽

### 國家隊
朝鮮
- 亞足聯挑戰盃冠軍（2）：2010年、2012年；
- 東亞足球錦標賽外圍賽第二圈冠軍：2016年；

朝鮮U-23
- 東亞運動會足球比賽金牌：2013年；

### 球會
洛桑體育
- 瑞士足球挑戰聯賽冠軍：2016年；

瓦杜茲
- 列支敦斯登盃冠軍（2）：2014年、2015年；
- 瑞士足球挑戰聯賽冠軍：2014年；

巴素利
- 瑞士盃冠軍：2012年；
- 瑞士足球超級聯賽冠軍：2012年；
- 钟表杯足球邀请赛冠軍：2011年；

### 個人
- 朝鮮最佳运动员（足球項目）：2013年[8] ；

## 連結
- 朴光龍在National-Football-Teams.com的資料
- Profile at Swiss Football League Website （页面存档备份，存于） （德文）
- Kwang-Ryong Pak - Player profile - transfermarkt.co.uk （页面存档备份，存于） （英文）